# Chronologie des œuvres de Leiji Matsumoto
Cette chronologie prend en compte les œuvres de science-fiction de Leiji Matsumoto dans lesquelles on peut retrouver les équipages des Arcadia, du Galaxy Express 999, des Yamato ou encore du Queen Emeraldas.

## Plan de lecture
L'œuvre de Matsumoto est dense. Elle est aussi très riche en personnages forts qui se croisent d'une œuvre à l'autre. C'est le cas d'Albator, de Toshiro, de Maetel ou d'Emeraldas. Mais les mangas n'ont pas toujours été, au départ, créés pour coexister, ce qui est la source d’incohérences, dont certaines ont été expliquées par l'auteur dans deux de ses dernières œuvres : L'Anneau des Nibelungen et le second voyage du Galaxy Express 999.
| Date | Titre                                         | Personnage           | Média |
| ---- | --------------------------------------------- | -------------------- | ----- |
| 1999 | Princesse Millenium                           | Andromeda Promethium | Film  |
| 1999 | La Reine du fond des temps                    | Andromeda Promethium | Série |
| 2024 | Fire Force DNA Sights 999.9                   | Albator              | Film  |
|      | Maetel Legend                                 | Maetel               | OAV   |
| 2964 | L'Anneau des Nibelungen : Les Walkyries       | Albator              | Manga |
| 2964 | L'Anneau des Nibelungen : Siegfried           | Albator              | Manga |
|      | Gun Frontier                                  | Albator              | Manga |
|      | Albator, le corsaire de l'espace : épisode 30 | Albator              | Série |
|      | Cosmowarrior Zero                             | Warrius Zero         | OAV   |
|      | Space Symphony Maetel                         | Maetel               | OAV   |
|      | Albator : Le mystère de l'Atlantis            | Albator              | Film  |
|      | Albator, le corsaire de l'espace : épisode 31 | Albator              | Série |
|      | Albator 84 : L'Atlantis de ma jeunesse        | Albator              | Film  |
|      | L'Anneau des Nibelungen : L'Or du Rhin        | Albator              | Manga |
|      | Harlock Saga                                  | Albator              | OAV   |
|      | Queen Emeraldas                               | Emeraldas            | OAV   |
| 2970 | Albator 84                                    | Albator              | Série |
| 2977 | Capitaine Albator                             | Albator              | Manga |
| 2977 | Albator, le corsaire de l'espace              | Albator              | Série |
|      | Captain Herlock : The Endless Odyssey         | Albator              | OAV   |
|      | Galaxy Express 999, premier voyage            | Maetel et Tetsurô    | Manga |
|      | Galaxy Express 999                            | Maetel et Tetsurô    | Série |
|      | Galaxy Express 999                            | Maetel et Tetsurô    | Film  |
|      | Adieu Galaxy Express 999                      | Maetel et Tetsurô    | Film  |
|      | Galaxy Express 999 : Eternal Fantasy          | Maetel et Tetsurô    | Film  |
|      | Galaxy Express 999, second voyage             | Maetel et Tetsurô    | Manga |

## Chronologie

### 1933
- Un ancêtre d'Albator meurt en survolant la Nouvelle-Guinée[6].

### 1943
- Les ancêtres d'Albator et Toshiro se rencontrent[7].

### 1999
- Le peuple de la Métal envahit la Terre[8].

### 2024
- Une météorite s'écrase à proximité de chez Tetsuro Daiba[9].

### 2199
- Le Yamato prend son envol[10].
- La Terre est attaquée par les Gamilas[11].

Film Space Battleship (histoire du Yamato).

### 2201
- Le Yamato part pour une nouvelle mission[12].

### 2202
- Yamato Yo Towa Ni (film), Uchû Senkan Yamato III (série TV)

### 2203
- Uchû Senkan Yamato: Kanketsuhen (film)

### 2220
- Uchû Senkan Yamato: Fukkatsuhen (film)

### 2221
- Galaxy Express 999, la série

### 2520
- Yamato 2520 (série OVA)

### 2948
- Naissance de Toshirô Ôyama sur Terre[13].

### 2964
- Great Harlock et docteur Ôyama combattent Wotan et les dieux du Walhalla[14].

### 2970
- Décès de Toshirô Ôyama[13].

### 2977
- Albator combat les Sylvidres[15].

### 3199
- Uchû Senkan Great Yamato (manga), Dai Yamato Zero-Gô (série OVA)

## Chronologie complète des œuvres de Leiji Matsumoto en anime
- The cockpit (1993) (3 épisodes se déroulant durant la seconde guerre mondiale) (visible en français)
- La reine du fond des temps (1981) (41 épisodes se déroulant en 1999 avec comme héros Edouard et Opale, ancêtre de la reine Promethium, et décrivant les origines de la planète Ramétal) (visible en français)
- Princesse millénium (1982) (1 film se déroulant en 1999 et condensant les évènements de la série la reine du fond des temps) (visible en français)
- Submarine super 99 (2003) (13 épisodes, son héros est Suzumo, à bord d'un sous-marin, aucune date précise, mais la technologie employée annonce celle du Yamato) (visible en français)
- Interstella 5555, the 5tory of the 5ecret 5tar 5ystem (2003) (1 film musical, aucune date déterminée, mais montre la première rencontre entre les humains et les extra-terrestres de la planète Gamirasu) (non parlant, uniquement des chansons en anglais)
- Fire force DNA sights 999.9 (1998) (1 moyen métrage, avec comme héros Daiba et Mellow, aucune date déterminée, des météores ont chuté sur Terre et ont donné des pouvoirs à certains êtres sur la planète, la méchante ressemble à une gamilasienne) (visible en version originale sous-titrée)
- Uchuu senkan Yamato, the quest of Iscandar (1974) (1re série du Yamato, en 26 épisodes, en 2200, après la chute de métèores envoyés par la planète Gamirasu, des humains partent à bord du Yamato jusqu'à la planète Iscandar et doivent combattre l'empereur Dessler) (visible en version originale sous-titrée)
- Uchuu senkan Yamato, the comet empire (1978) (2e série du Yamato, en 26 épisodes, en 2201, après leur retour sur Terre, le Yamato doit repartir combattre l'empereur Zordar et son empire, ainsi que l'empereur Dessler de retour) (début de la série visible en vost, à partir de l'épisode 9 en version originale sous-titrée en anglais)
- Farewell to space battleship Yamato - Warrior of love (1978) (1 film résumant la 2e série du Yamato, en modifie beaucoup les évènements et la fin) (visible en version originale sous-titrée en anglais)
- Space battleship Yamato, the new voyage (1979) (1 film, le Yamato doit retourner vers Iscandar pour affronter un nouvel ennemi, l'empire de la nébuleuse noire) (visible en version originale sous-titrée en anglais)
- Be forever Yamato (1980) (1 film, suite directe du film précédent, le Yamato doit finir son combat contre l'empire de la nébuleuse noire) (visible en version originale sous-titrée en anglais)
- Uchuu senkan Yamato, the bolar wars (1980) (3e série du Yamato, en 25 épisodes, Le Yamato doit empêcher la destruction du système solaire) (visible en version originale sous-titrée en français)
- Final Yamato (1983) (1 film, le Yamato et son équipage livrent leur dernier combat) (visible en version originale sous-titrée en anglais)
- Yamato resurrection (2009) (1 film, le Yamato sort de sa retraite et doit repartir affronter un nouvel ennemi) (visible en version originale sous-titrée en anglais)
- Yamato 2520 (1994) (3 épisodes, la série qui devait en compter 8 a été abandonnée en route, après sa destruction le Yamato est reconstruit par les habitants de la planète sur laquelle il s'est écrasé et qui sont opprimés par un conglomérat militaire) (2 épisodes visibles en version originale sous-titrée en français, le dernier en version originale)
- Maetel legend (2000) (2 épisodes, après de longues années, sortie de son orbite, la planète Ramétal subit un hiver sans fin, la reine Prométhium commence à robotiser son peuple, ses filles Maetel et Esmeraldas s'opposent à elle) (visible en version originale sous-titrée)
- Gun frontier (2002) (13 épisodes, Albator et Toshiro errent sur la planète Gun frontier après leur rencontre pour retrouver la sœur de Toshiro) (visible en français)
- Space symphony Maetel (2004) (13 épisodes, Maetel revient sur Ramétal, après que la reine Prométhium a promis de stopper la robotisation de ses sujets, Maetel devra la combattre de nouveau avec Nasuka, un jeune garçon rencontré dans le Galaxy Express 999, ainsi qu'Albator, Toshiro à bord de l'ombre de la mort et Esmeraldas) (visible en français)
- Cosmowarrior zero (2001) (15 épisodes, le commandant Zero se lance, à bord du Kariyu, et de son équipage composé d'humains et d'êtres robotisés, à la poursuite d'Albator et de Toshiro, qui sont à bord de l'ombre de la mort) (visible en français)
- Albator 84, l'atlantis de ma jeunesse (1982) (1 film, de retour sur Terre, Albator écrase l'ombre de la mort et doit affronter les humanoïdes, mais Toshiro ayant fini l'Atlantis l'offre à Albator qui va pouvoir les combattre et aider Esmeraldas, il paie l'obtention de l'Atlantis de son œil droit) (visible en français)
- L'anneau des Nibelhunghen, l'Or du Rhin (2002) (6 épisodes, Mime a quitté l'Atlantis et doit combattre, en compagnie d'Albator, son frère Wotan, ainsi que les dieux du Valhalla) (visible en français)
- Albator 84 (1982) (22 épisodes, Albator en compagnie de Toshiro et d'un jeune garçon, va combattre les humanoïdes, qui le pourchassent. Toshiro décède à la fin de la série et son esprit intègre l'ordinateur de l'Atlantis) (visible en français)
- Galaxy express 999 (1978) (113 épisodes, Maetel rencontre Tetsuro, un jeune garçon qu'elle accompagne en train spatial jusqu'à la planète Ramétal pour obtenir un corps mécanique. Tetsuro hérite lors de son voyage des affaires de Toshiro) (visible en français pour les 37 premiers épisodes + 39, puis en version originale sous-titrée en anglais pour la suite)
- Galaxy express 999, le film (1979) (résume en changeant certains événements, dont une rencontre avec Toshiro, la série) (visible en français)
- Queen Emeraldas (1998) (4 épisodes, après la mort de Toshiro, Esmeraldas rencontre un jeune garçon, Hiroshi, voulant construire son propre vaisseau) (2 épisodes visibles en français, 2 épisodes visibles en version originale sous-titrée en anglais)
- Galaxy express 999, adieu galaxy express 999 (1981) (1 film, Tetsuro repart à bord du galaxy express 999 pour retrouver Maetel et affronter une nouvelle fois Prométhium) (visible en français)
- Galaxy express 999, eternal fantasy (1998) (1 film, Maetel vient rechercher Tetsuro, ils repartent à bord du Galaxy express 999 combattre un nouvel ennemi) (visible en version originale sous-titrée)
- Galaxy Railways (2006) (1 saison de 26 épisodes, 4 OAV, 2e saison de 24 épisodes, série décrivant les aventures de la Force de Défense Spatiale et surtout de l'équipage du Big One, un train lourdement armé, lors de l'OAV intervenant entre les deux saisons ils rencontreront Maetel et Tetsuro) (1re saison visible en français, OAV et 2e saison visible en version originale sous-titrée)
- Albator 78 (1978) (42 épisodes, Albator et ses 40 membres d'équipage doivent combattre les Sylvidres et veiller sur la fille de Toshiro et Esmeraldas, Stelie, aidés de l'esprit de Toshiro enfermé dans l'ordinateur de son nouveau vaisseau l'Atlantis) (visible en français)
- Albator 78, le mystère de l'Arcadia (1978) (1 moyen métrage à placer entre les épisodes 13 et 14 de la série Albator 78) (visible en version originale sous-titrée)
- Albator, the endless odyssey (2002) (13 épisodes, Albator doit recréer son équipage pour combattre Noo, l'incarnation du mal, l'Arcadia a dans cette série le design de l'Atlantis) (visible en français)
- Great Yamato zerô-go (2004) (3 OAV, le Yamato est recréé) (visible en version originale)

## Les différences de continuité
Chaque œuvre, série sous forme d'anime ou de manga, ou film est construit à part. Des personnages comme Albator ou Emeraldas sont en quelque sorte des stéréotypes à partir desquels Leiji Matsumoto fabrique ses histoires, mais le fait qu'un même personnage apparaisse dans deux œuvres ne signifie pas qu'il est exactement le même d'une œuvre à l'autre.
Quand on considère les œuvres comme un tout, de nombreux écarts factuels apparaissent.
Exemples d'incohérences : 
- Tochirô meurt de manière différente selon les séries
- La rencontre avec Tadashi se répète.
- L'Atlantis n'a pas toujours le même aspect
- Dans le film L'Atlantis de ma jeunesse, il est dit que l'action se passe 3000 ans après la Seconde Guerre mondiale soit en 4944 et donc après Albator 78

Certaines différences s'expliquent par les contraintes imposées à l'auteur : l'Atlantis a changé d'aspect parce que le partenaire commercial produisant les jouets dérivés avait changé.
Le sentiment d'incohérence peut être empiré par les traductions : deux personnages se ressemblant un peu mais apparaissant dans des séries différentes portent le même nom (Alfred) dans la version française. À l'opposé, de nombreux personnages ont reçu des noms traduits, qui peuvent varier de la traduction d'une œuvre à celle de l'autre : Emeraldas s'appelle Esmeralda dans la traduction française d’Albator 78, Emeralda dans la traduction en anglais.
Leiji Matsumoto explique ces nombreuses incohérences par le concept de Toki no Wa (boucle du temps), qui est fondamental dans son œuvre. Le fait de ne pas matérialiser l'axe du temps comme une simple ligne droite est pour l'auteur un moyen poétique de se libérer des contraintes chronologiques, et ainsi de pouvoir perpétuellement réinventer à sa guise l'univers de ses personnages.
À l'opposé, apporter des explications aux différences (par exemple que l'Atlantis ait été détruit et reconstruit pour expliquer ses différents aspects) est difficile et peu compatible avec l'esprit des séries.
On retrouve cette conception souple de la continuité par exemple dans les Odyssées de l'espace, dont l'auteur dit qu'il s'agit moins de suites que de variations sur un même thème. Ainsi chaque histoire est libre de reprendre à l'identique ou de contredire les informations apportées par les œuvres précédentes, selon ce que choisit l'auteur pour sa nouvelle œuvre.